# Гусейнов, Тофик Али оглы
Тофик Али оглы Гусейнов (азерб. Tofiq Əli oğlu Hüseynov; 19 марта 1929, Гянджинский уезд — ?) — советский азербайджанский виноградарь, Герой Социалистического Труда (1955).

## Биография
Родился 19 марта 1929 года в селе Тазакенд Гянджинского уезда Азербайджанской ССР (ныне Шамкирский район).
С 1946 года рабочий, звеньевой виноградарского совхоза имени Азизбекова Шамхорского района. В 1953 году получил урожай винограда 305,1 центнеров с гектара на площади 8,1 гектаров.
Указом Президиума Верховного Совета СССР от 16 мая 1955 года за получение высоких урожаев винограда в 1953 году на поливных виноградниках Гусейнову Тофику Али оглы присвоено звание Героя Социалистического Труда с вручением ордена Ленина и золотой медали «Серп и Молот».